# نیکلای بخ
نیکلای بخ (روسی: Николай Иванович Бех زادهٔ ۲ ژانویهٔ ۱۹۴۶ - درگذشته ۳ آوریل ۲۰۲۱) مهندس مکانیک اهل روسیه بود.

## زندگی‌نامه
وی در ۲ ژانویهٔ ۱۹۴۶ به دنیا آمد و از مؤسسه پلی‌تکنیک کیف فارغ‌التحصیل گشت. همچنین برندهٔ جوایزی همچون نشان پرچم سرخ کار، نشان آنانیا شیراکاتسی، نشان دوستی خلق، نشان برجسته افتخار و نشان درجه ۳ لیاقت میهن‌پرستی شده‌است. وی در ۳ آوریل ۲۰۲۱ در سن ۷۵ سالگی درگذشت.